# Parasthetops unicornus
Parasthetops unicornus är en skalbaggsart som beskrevs av Perkins 2008. Parasthetops unicornus ingår i släktet Parasthetops och familjen vattenbrynsbaggar. Inga underarter finns listade i Catalogue of Life.